# Strzelcy Sharpe’a
Strzelcy Sharpe’a (ang. Sharpe’s Rifles) – brytyjski telewizyjny film historyczny z 1993 roku. Film jest częścią cyklu filmów o Richardzie Sharpie, zrealizowanego na podstawie serii powieści o tej postaci autorstwa Bernarda Cornwella.

## Fabuła
Akcja rozpoczyna się w 1809 roku. Francuskie wojska Napoleona Bonaparte zajmują Hiszpanię. Wojska brytyjskie lądują w Portugalii, chcąc stawić opór Francuzom. Podczas postoju sierżant Richard Sharpe ratuje życie Artura Wellesleya, dowódcy armii brytyjskiej. Za ten czyn zostaje awansowany na porucznika. Wywołuje to niezadowolenie części oficerów, którzy uważają, że ten stopień powinien być zarezerwowany dla osób szlacheckiego pochodzenia. Także zwykłym żołnierzom nie podoba się to nagłe wyniesienie towarzysza. Sharpe staje na czele nowo formowanego oddziału strzelców wyborowych. Dostaje też do wykonania pierwsze zadanie na terenie okupowanej przez wroga Hiszpanii. Aby je wykonać, Sharpe musi sprzymierzyć się z wykonującymi własną misję hiszpańskimi partyzantami. Jednak najtrudniejszym zadaniem jest zdobycie autorytetu wśród własnych żołnierzy, którzy nie uważają go za prawdziwego oficera.

## Obsada
- Sean Bean – Richard Sharpe
- Daragh O’Malley – Patrick Harper
- Assumpta Serna – Theresa Moreno
- Oliver corcoran – kapitan Barclay
- Brian Cox – Michael Hogan
- David Troughton – Arthur Wellesley
- Simón Andreu – Blas Vivar
- Malcolm Jamieson – de L’Eclin
- Michael Mears – Francis Cooper
- John Tams – Daniel Hagman
- Jason Salkey – strzelec Harris
- Lyndon Davies – strzelec Ben Perkins
- Paul Trussell – strzelec Isaiah Tongue
- Julian Fellowes – major Dunnett
- Tim Bentinck – kapitan Murray
- Kerry Shale – James Rothschild